# Leybold GmbH
Koordinaten: 50° 53′ 58,8″ N, 6° 57′ 49″ O

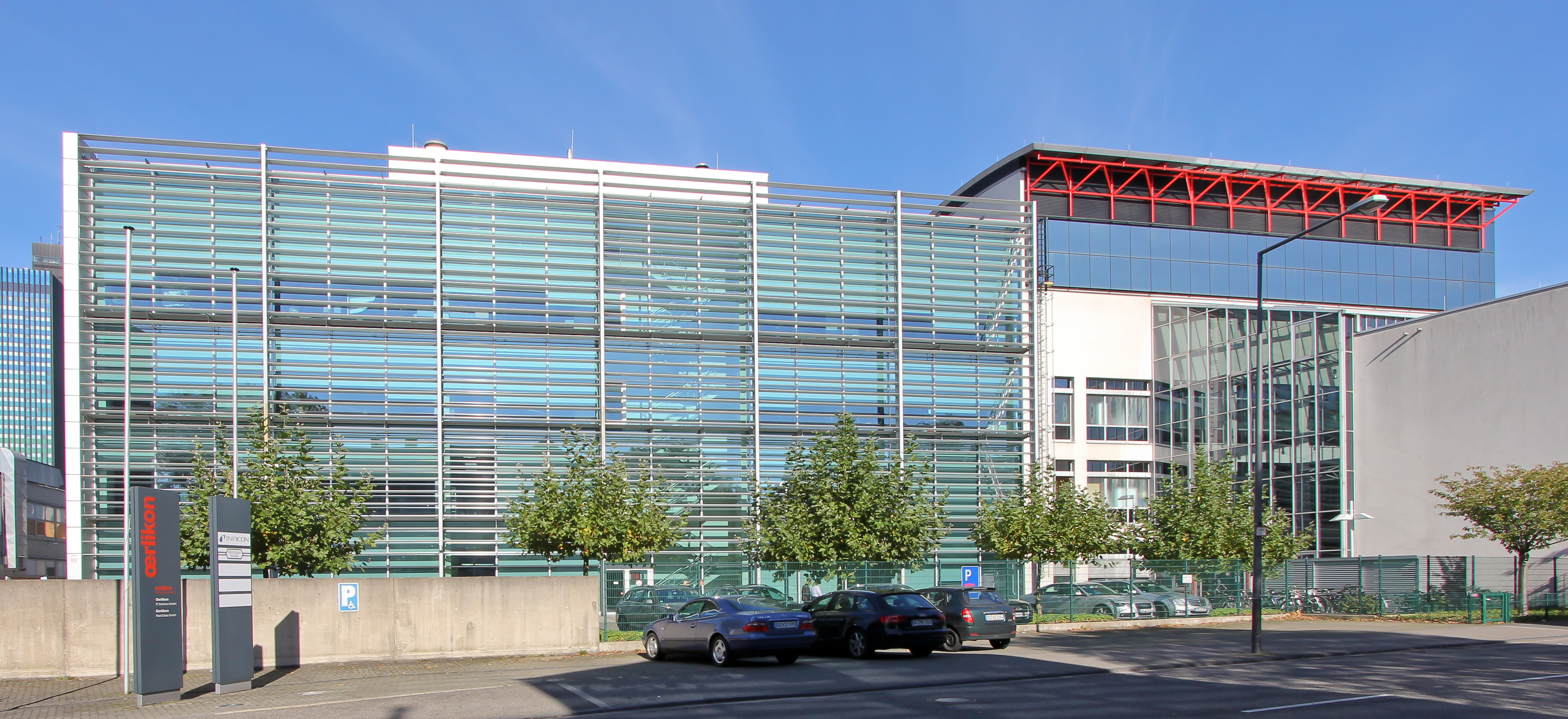
Zentrale in Köln

Die Leybold GmbH mit Sitz in Köln, Bonner Straße 498, entwickelt Systeme zur Vakuumerzeugung und Prozessgasförderung und ist Teil des schwedischen Industriekonzerns Atlas Copco.

## Geschichte
Im Jahre 1850 gründete der Kaufmann Martin Kothe die Handelsgesellschaft Kothe, verstarb jedoch bereits ein Jahr später. Mit Einstieg des Prokuristen Ernst Leybold, entstand im Mai 1851 das Unternehmen „Leybold & Kothe“, das sich auf den Vertrieb pharmazeutischer und physikalisch-technischer Gerätschaften und Apparate konzentrierte. 1863 übernahm Leybold das Unternehmen komplett und verkaufte es 1870 weiter, woraus der im Jahre 1967 für lange Zeit benutzte Unternehmensname (Firma) E. Leybold’s Nachfolger resultierte.
Es folgte eine Abstoßung der pharmazeutischen Sparte und die Fokussierung auf Lehrmittel, bevor ab 1906 die Fertigung von Vakuumpumpen aufgebaut wurde. Aus der Zusammenarbeit mit Wolfgang Gaede resultierten die Entwicklung der Molekularpumpe (1911), der Quecksilberdiffusionspumpe (1913) und die Gasballasteinrichtung zum Abpumpen von Dämpfen mit rotierenden Vakuumpumpen (1935).
Das Unternehmen wurde 1922 in eine Aktiengesellschaft und 1936 in eine Kommanditgesellschaft umgewandelt. 1948 beziehungsweise 1955 erwarben die Metallgesellschaft AG sowie die Degussa AG erste Beteiligungen an E. Leybold’s Nachfolger.
Im Juli 1967 fusionierte E. Leybold’s Nachfolger mit der Heraeus Hochvakuum GmbH. Anteilseigner der neuen „Leybold Heraeus GmbH“ waren zu gleichen Teilen die Degussa AG, die Metallgesellschaft AG sowie die W.C. Heraeus GmbH.
Nachdem sich im September 1987 Metallgesellschaft und W.C. Heraeus von ihren Anteilen trennten, wurde die Leybold Heraeus GmbH & Co. KG. in die „Leybold AG“ umgewandelt und der Unternehmenssitz von Köln nach Hanau verlegt. Am dortigen Standort wurden Anlagen zur Beschichtung von Folien, Veredelung und Vergütung optischer Komponenten und Speichermedien sowie metallischer Objekte und Gläser durch Sputtern hergestellt.
Im November 1994 verkaufte Degussa die Leybold an die schweizerische Oerlikon-Bührle-Gruppe, welche diese mit der bereits in ihrem Besitz befindlichen Balzers zur „Balzers und Leybold Gruppe“ zusammenführte. Durch die Fusion entstand eines der weltweit größten Unternehmen der Vakuum- und Oberflächentechnik, das 1995 mit rund 6.500 Mitarbeitern einen Umsatz von 1,8 Mrd. DM erwirtschaftete. Der fortbestehende Bereich in Hanau firmierte bis 2001 als Leybold Systems GmbH. Der Bereich „Optische Schichten“ wurde in die Leybold Optics, die heute ein Geschäftsbereich des ostschweizerischen Bühler-Konzerns ist, sowie in die Applied Films GmbH (später durch Applied Materials übernommen) ausgegliedert. Beide Firmen befinden sich bis heute in direkter Nachbarschaft im Norden Alzenaus.
1995 entstand durch ein Management Buy-out des Bereiches DVD/SACD-Anlagen die Firma Singulus Technologies.
2000 verkaufte Degussa die verbliebene Lehrmittelsparte, die heute – nach einer Insolvenz im Jahr 2008 – unter LD Didactic firmiert und ihren Sitz in Hürth bei Köln hat.
2006 wurde im Rahmen einer konzernweiten Umbenennung aus „Leybold Vacuum“ die „Oerlikon Leybold Vacuum GmbH“.
2008 ging das Geschäft der Blu-Ray-Discs an Singulus Technologies.
Laut eigenen Angaben zählt Leybold in den Geschäftsbereichen Prozessindustrie, Informationstechnologie, Analyseverfahren und Forschung und Entwicklung zu den weltweit wichtigsten Anbietern von Vakuum-Technologie. Das Unternehmen verfügt über Produktionsstandorte, Servicezentren und Handelsniederlassungen in Deutschland, der Schweiz, Frankreich, Großbritannien, Italien, den Niederlanden, Belgien, Schweden, Spanien, den USA, Brasilien, China, Japan, Taiwan, Korea, Singapur sowie Indien. International verfügt Leybold über ein weites Netz von mehr als 80 Distributoren und Agenten.
Am 20. November 2015 gab OC Oerlikon den beabsichtigten Verkauf der Sparte Oerlikon Leybold Vacuum an Atlas Copco bekannt. Der Verkauf der Sparte wurde zum 1. September 2016 vollzogen und die Firma in Leybold GmbH umbenannt. Leybold ist in den Geschäftsbereich Vacuum Technique der Atlas Copco Gruppe integriert.